# Punta de la Restinga
Punta de la Restinga är en udde i Spanien.   Den ligger i provinsen Provincia de Santa Cruz de Tenerife och regionen Kanarieöarna, i den sydvästra delen av landet, 1 900 km sydväst om huvudstaden Madrid. Punta de la Restinga ligger på ön El Hierro.
Terrängen inåt land är varierad. Havet är nära Punta de la Restinga åt sydost.  Närmaste större samhälle är Frontera, 12,7 km norr om Punta de la Restinga. 